# Пробабилитичка теорија тестирања
У психометрији, пробабилитичка теорија тестирања (енгл. Item response theory) (ИРТ) (позната и као теорија латентних особина, теорија јаког истинитог резултата или модерна теорија менталног теста) је парадигма за дизајн, анализу и бодовање тестова, упитника и сличних инструмената за мерење способности, ставове или друге варијабле. То је теорија тестирања заснована на односу између перформанси појединаца на испитном предмету и нивоа перформанси испитаника на укупној мери способности коју је та ставка дизајнирана да мери. Неколико различитих статистичких модела се користи да би се представиле карактеристике предмета и испитаника. За разлику од једноставнијих алтернатива за креирање скала и евалуацију одговора на упитник, не претпоставља се да је свака ставка подједнако тешка. Ово разликује ИРТ од, на пример, Ликертовог скалирања, у коме се „претпоставља да су сви предмети репликације једне друге или другим речима ставке се сматрају паралелним инструментима“. Насупрот томе, пробабилитичка теорија тестирања третира тежину сваке ставке (криве карактеристика предмета или ИЦЦ) као информацију која треба да се угради у ставке скалирања.

## Преглед
Концепт функције пробабилитичке теорије био је пре 1950. године. Пионирски рад ИРТ-а као теорије десио се током 1950-их и 1960-их. Тројица пионира били су психометричар Службе за образовно тестирање Фредерик М. Лорд, дански математичар Георг Раш и аустријски социолог Пол Лазарсфелд, који су самостално водили паралелна истраживања. Кључне личности које су подстакле напредак ИРТ-а су Бенџамин Дрејк Рајт и Дејвид Андрич. ИРТ није постао широко коришћен све до касних 1970-их и 1980-их, када је практичарима речено о „корисности“ и „предностима“ ИРТ-а с једне стране, а лични рачунари су многим истраживачима дали приступ рачунарској снази неопходној за ИРТ, с друге стране.
Између осталог, сврха ИРТ-а је да обезбеди оквир за процену тога колико добро функционишу процене и колико добро функционишу појединачне ставке о процени. Најчешћа примена ИРТ-а је у образовању, где га психометричари користе за развијање и дизајнирање испита, одржавање група ставки за испите и изједначавање потешкоћа ставки за узастопне верзије испита (на пример, да би се омогућила поређења између резултата током времена).
ИРТ модели се често називају латентним моделима особина. Термин латентни се користи да се нагласи да се одговори на дискретне ставке сматрају видљивим манифестацијама хипотетизованих особина, конструкција или атрибута, које се не посматрају директно, али које се морају закључити из манифестних одговора. Модели латентних особина развијени су у области социологије, али су практично идентични ИРТ моделима.
ИРТ се генерално сматра побољшањем у односу на класичну теорију испитивања (ЦТТ). За задатке који се могу обавити коришћењем ЦТТ-а, ИРТ генерално доноси већу флексибилност и пружа софистицираније информације. Неке апликације, као што је компјутеризовано адаптивно тестирање, су омогућене од стране ИРТ-а и не могу се разумно изводити користећи само класичну теорију тестирања. Још једна предност ИРТ-а у односу на ЦТТ је да софистицираније информације које ИРТ пружа омогућавају истраживачу да побољша поузданост процене.
ИРТ подразумева три претпоставке:
- Једнодимензионална особина означена са {\displaystyle {\theta }}
- Локална независност ставки;
- Одговор особе на ставку може се моделирати помоћу функције математичког одговора на ставку (ИРФ).

Даље се претпоставља да је особина мерљива на скали (само постојање теста претпоставља ово), обично постављена на стандардну скалу са средњом вредношћу од 0,0 и стандардном девијацијом од 1,0. Једнодимензионалност треба тумачити као хомогеност, квалитет који треба дефинисати или емпиријски показати у односу на дату намену или употребу, али не и количину која се може мерити. „Локална независност“ значи (а) да шанса да се једна ставка користи није повезана са било којим другим предметом(има) који се користи и (б) да је одговор на предмет независна одлука сваког испитаника, тј. нема варања или рада у пару или групног рада. Тема димензионалности се често истражује факторском анализом, док је ИРФ основни грађевински блок ИРТ-а и центар је већег дела истраживања и литературе.